# Killer Klowns from Outer Space
Killer Klowns from Outer Space är en amerikansk science fiction-komedi/skräckfilm från 1988 producerad av Chiodo-bröderna, som också skapade de praktiska effekterna och sminket, med Stephen som regissör utifrån ett manus han skrev tillsammans med Charles. Det är den enda filmen som skrivits eller regisserats av bröderna Chiodo. Grant Cramer, Suzanne Snyder, John Allen Nelson och John Vernon utgör huvudrollerna. Filmen handlar om onda utomjordingar som liknar clowner som anländer till jorden och invaderar en liten stad för att fånga in och döda de mänskliga invånarna för att livnära sig på deras blod.
Killer Klowns spelades in i Watsonville, Kalifornien, och på Santa Cruz Beach Boardwalk. Filmen använder sig av praktiska effekter, bland annat kostymer för filmens Klowns. Musiken komponerades av John Massari. Filmen fick överlag positiva recensioner och anses vara en kultklassiker.
Planerade uppföljare har varit i utvecklingshelvetet sedan den ursprungliga filmen släpptes. Stephen Chiodo uppgav år 2016 att han hoppas kunna producera ytterligare tre filmer, eller möjligen en tv-serie. År 2018 meddelade NBCUniversal att de hade haft samtal om att köpa in rättigheterna till Killer Klowns för att göra en eller flera uppföljare.

## Handling
Strax utanför den kaliforniska staden Crescent Cove bevittnar Mike Tobacco och hans flickvän Debbie Stone ankomsten av ett konstigt glödande föremål som faller ner från himlen. I närheten beger sig en bonde, som tror att det är Halleys komet, in i skogen för att hitta nedslagsplatsen. Han snubblar över en cirkustältliknande struktur, där han fångas av clownliknande utomjordingar som kallas ”Klowns”. Mike och Debbie kommer för att undersöka saken själva. Dom går in i cirkustältet och upptäcker en komplex interiör med bisarra rum, och inser så småningom att det är ett rymdskepp. De hittar den nu döda bonden innesluten i en kokong gjord av en sockervaddsliknande substans, och att hans kropp håller på att smälta ner. Paret upptäcks av en Klown, som skjuter popcorn på dem från ett bazookaliknande vapen och börjar förfölja dem.
De flyr med nöd och näppe till den lokala polisstationen och rapporterar händelsen till Debbis ex-pojkvän, polisen Dave Hansen, och hans grälsjuka partner Curtis Mooney. Mike tar Dave till platsen där skeppet låg, men det är borta och i stället finns en stor krater kvar, vilket får Dave att gripa Mike för hans påstådda fantasihistoria. Duon besöker sedan Kärleksstigen, en plats för par att hångla, men finner den övergiven och en av bilarna fylld med sockervaddkokongens substans, vilket bevisar klownernas existens och Mikes oskuld. Under tiden ser man klownerna förpuppa stadsborna i fler av sina kokonger med hjälp av leksaksliknande strålpistoler. Flera av dem gör bus och härmar cirkusnummer, vilket resulterar i att flera åskådare dör.
Mike och Dave bevittnar senare hur en klown använder en form av skuggteater för att krympa en folkmassa vid en busshållplats och sedan slänga dem i en påse fylld med popcorn, som senare visar sig vara larver av samma art. På polisstationen anländer en annan klown och Mooney försöker fängsla den, i tron att det är en utklädd tonåring som försöker driva med honom. Dave återvänder snart till stationen och möter klownen som använder den avlidne Mooney som en buktalardocka för att bekräfta att klownerna inte vill något hellre än att döda människor. Dave skjuter den i dess ömtåliga näsa, vilket får klownen att snurra runt vilt och explodera i konfetti.
Mike träffar sina vänner Rich och Paul Terenzi, och med hjälp av högtalarsystemet på deras glassbil kör de runt i stan för att varna folk för klownerna. Hos Debbie utvecklas några av klownernas larver till unga klowner och attackerar henne. När hon försöker fly stoppas hon av de andra klownerna, som håller henne fången i en gigantisk ballong. Mike, bröderna Terenzi och Dave ser hur Debbie blir fångad och jagar rätt på klownerna. Jakten leder till den lokala nöjesparken, dit de har flyttat sitt skepp. När dom färdas igenom Lustiga-huset-attraktionen kommer bröderna Terenzi bort från gruppen. Efter att Dave och Mike har infiltrerat skeppet och sett hur en klown som använder ett sugrör för att dricka blodet från ett av sina offer i kokong, räddar de Debbie och flyr djupare in i skeppet.
Trion befinner sig omringade av flera klowner, men Terenzi-bröderna anländer i sin glassbil och försöker distrahera dem. Klownernas gigantiske ledare, Jojo the Klownzilla, dyker upp och förstör bilen, vilket tillsynes dödar bröderna. Dave skapar en avledningsmanöver medan Mike och Debbie flyr innan skeppet börjar lyfta. Han använder sin polisbricka för att krossa Jojos näsa vilket besegrar honom och förstör skeppet. Klownernas bil faller ner från himlen och Dave dyker upp igen tillsammans med Terenzi-bröderna, som mirakulöst överlevt genom att gömma sig i glassbilens frys strax innan den förstördes av Jojo. Filmen slutar med att Dave, Mike och Debbie tittar på fyrverkerispektaklet som skapas av skeppets explosion och trion undrar om skräcken äntligen är över. Kort därefter så börjar pajer falla ner från himlen rakt på deras ansikten.

## Rollista
- Grant Cramer - Mike Tobacco
- Suzanne Snyder - Debbie Stone
- John Allen Nelson - Dave Hansen
- John Vernon - Curtis Mooney
- Royal Dano - Bonden Gene Green
- Charles Chiodo - Jojo the Klownzilla
- Christoper Titus - Bob McReed

## Produktion
"From Outer Space"-delen av filmens titel utelämnades i början, men behölls slutligen så att publiken inte skulle anta att det var en slasherfilm. Inspelningen ägde rum i staden Watsonville och vid Santa Cruz Beach Boardwalk. Filmen var Christopher Titus första stora roll. Popcornbazookan som används i filmen inkluderade en kompressor som skulle göra det möjligt för vapnet att faktiskt skjuta ut popcorn som projektiler. Det var den dyraste rekvisitan som tillverkades för produktionen då den kostade sju tusen dollar att skapa och sex veckor att bygga ihop. Benen på Klownernas levande ballongdjurshund täcktes med latex av filmens specialeffektsavdelning för att förhindra att den skulle smälla på tallbarren som täckte marken.

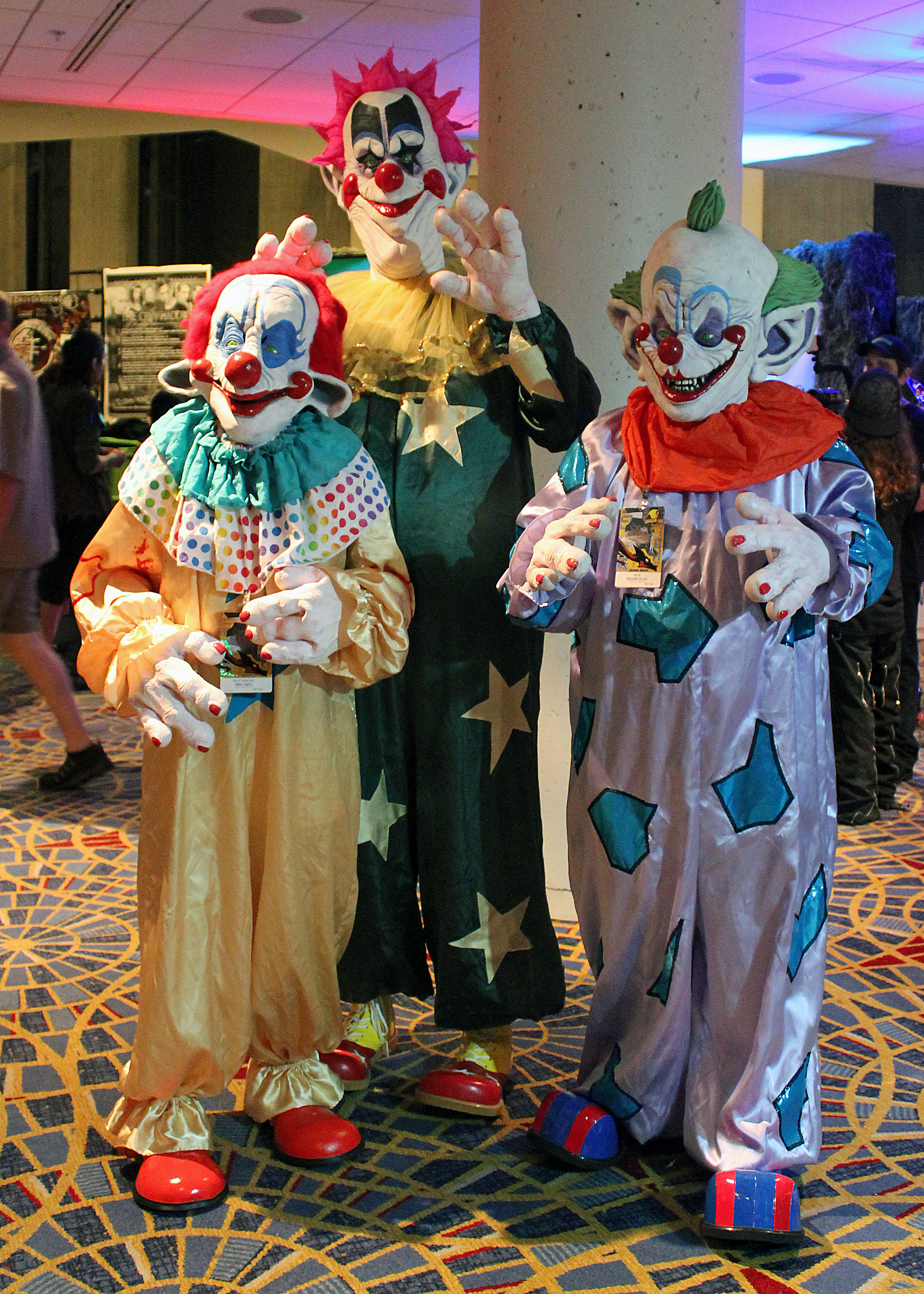
Personer utklädda till några Klowns.

Medan bröderna Chiodo var välkända som specialeffektkonstnärer, utfördes mycket av specialeffektarbetet av andra, vilket gjorde att bröderna kunde fokusera mer på sina produktionsuppgifter. Bröderna konstruerade dock personligen miniatyrscenen för "Klownzilla"-sekvensen.
De flesta fordonen som användes i filmen var hyrda och fick därför inte skadas. Ett par bilar skadades av misstag; en kördes av en bro, trots att den bara var avsedd att rulla en kort sträcka, och jeepen fylld med sockervaddskokongernas substans behövde repareras för tre tusen dollar efter att lösningsmedlet i materialet skadat interiören. 
Bröderna Chiodo ville ha komikern Soupy Sales i rollen som den lokala nöjesparkens säkerhetsvakt som dödades av Klownernas syra-pajer, eftersom han var känd för att få pajer i ansiktet i sitt barnprogram Lunch with Soupy Sales.  De exekutiva producenterna ville dock inte  betala för Sales flygbiljett till produktionen, eftersom de trodde att publiken inte skulle veta vem Sales var. 
Jojo the Klownzilla, Klownernas gigantiska ledare som dyker upp i filmens tredje akt, var ursprungligen tänkt att skapas med hjälp av stop-motion-animation, men porträtterades istället av Charles Chiodo i en dräkt.  I filmens ursprungliga final dödades Dave i explosionen av Klownernas skepp, men detta ändrades efter att publiken i de första testvisningarna önskade ett mer optimistiskt slut. 
Fyra formar tillverkades för de mest framträdande Klownernas huvuden. En var jordnötsformad, en annan var triangulär, en annan cirkulär och den slutliga formen var en inverterad triangel. Från dessa fyra formar producerade effektkonstnärerna ett par specifika Klowns var. För Klownzilla lät man gjuta en mask specifikt för sitt utseende.
Två av maskerna som användes för Klownerna i filmen påstås ha använts för att porträttera trollen i Ernest Scared Stupid. Stephen Chiodo sa dock i en intervju att de enda saker som potentiellt kunde återanvändas var några öronproppar, och att likheten mellan maskerna var en ren slump.

## Soundtrack
Filmmusiken komponerades av John Massari. Titelsången "Killer Klowns" skrevs och framfördes av det amerikanska punkrockbandet The Dickies och släpptes på deras album Killer Klowns from Outer Space 1988. Bandets vokalist Leonard Phillips skrev låten innan han ens såg filmen. Ett soundtrack i begränsad upplaga släpptes 2006 av Percepto Records och innehåller tjugosex spår av musiken samt titelsången "Killer Klowns" och fyra bonuslåtar. Albumet hade en speltid på drygt sextionio minuter. Musiken släpptes senare av Waxwork Records på en LP-skiva.

## Premiärer
Killer Klowns from Outer Space släpptes i USA den 27 maj 1988.  Filmen släpptes på VHS och LaserDisc av Media Home Entertainment 1989, och senare av MGM Home Entertainment år 2000 som en del av deras " Midnite Movies "-serie, och släpptes senare på DVD den 28 augusti 2001. MGM släppte filmen på Blu-ray den 11 september 2012.

## Mottagande
Filmen har ansetts vara en kultklassiker. På webbplatsen Rotten Tomatoes har filmen ett genomsnittligt betyg på 79 %, baserat på 28 kritikerrecensioner. Webbplatsens konsensus lyder: " Killer Klowns from Outer Spaces ' lovar mörk fånig underhållning – och oftast levererar filmen." Leonard Klady från The Los Angeles Times skrev att filmen "visar både teknisk skicklighet över genomsnittet och stora mängder av livlig fantasi". Filmkritikern Leonard Maltin beskrev filmen i sin recension som "livfullt utformad, med fräck humor och visar upp sin premiss till punkt och pricka". 
Filmen fick två nomineringar vid den 16:e Saturn Awards; Bästa musik för John Massari och bästa kostymdesign för Darcie F. Olsen.